# Test Millera-Rabina
Test Millera-Rabina – test pierwszości, czyli algorytm określający czy dana liczba jest pierwsza. Podobnie jak test Fermata i test Solovaya-Strassena jest testem probabilistycznym, wymagającym stosowania liczb losowych. Oryginalna wersja tego algorytmu (Millera) została zaprojektowana jako algorytm deterministyczny, jednak jej poprawność zależy od nieudowodnionej dotychczas uogólnionej hipotezy Riemanna. Michael O. Rabin zmodyfikował ten algorytm do postaci randomizacyjnej i dowiódł jego poprawności w tej postaci.

## Algorytm i czas działania
Algorytm można zapisać w następującej postaci:
Wejście: {\displaystyle n>1{:}} nieparzysta liczba naturalna do przetestowania;
{\displaystyle k{:}} parametr określający dokładność testu.
Wyjście: złożona, jeśli {\displaystyle n} jest złożona, prawdopodobnie pierwsza, jeśli nie uda się stwierdzić złożoności;
wylicz maksymalną potęgę dwójki dzielącą {\displaystyle n-1} i przedstaw {\displaystyle n-1} jako {\displaystyle 2^{s}\cdot d;}
powtórzyć {\displaystyle k} razy:
wybrać {\displaystyle a} losowo ze zbioru {\displaystyle \{1,2,\dots ,n-1\};}
jeśli {\displaystyle a^{d}\not \equiv 1({\bmod {n}})} i {\displaystyle a^{{2^{r}}d}\not \equiv n-1({\bmod {n}})} dla wszystkich {\displaystyle r} ze zbioru {\displaystyle \mathbb {Z} _{s}=\{0,1,2,\dots ,s-1\},} zwróć wynik złożona.
zwróć wynik prawdopodobnie pierwsza.
Używając algorytmu szybkiego potęgowania można tę procedurę przeprowadzić w czasie {\displaystyle \mathrm {O} (k\cdot \log ^{4}n)}, gdzie {\displaystyle k} jest liczbą różnych testowanych wartości {\displaystyle a.}

## Dowód poprawności
Poprawność tego algorytmu opiera się na następujących dwóch twierdzeniach:

### Twierdzenie 1
Załóżmy, że {\displaystyle n} jest liczbą pierwszą oraz że {\displaystyle a\in \mathbb {Z} _{n}^{\star }.}
Niech dalej {\displaystyle d=(n-1)/2^{s},} gdzie {\displaystyle s=\max\{j:2^{j}|(n-1)\}.} Wówczas albo {\displaystyle a^{d}\equiv 1({\bmod {n}}),} albo istnieje {\displaystyle r\in \mathbb {Z} _{s},} dla którego {\displaystyle a^{2^{r}\cdot d}\equiv -1({\bmod {n}})}.
Liczbę {\displaystyle a\in \mathbb {Z} _{n}^{\star },} która nie spełnia warunków powyższego twierdzenia nazywa się świadkiem złożoności liczby {\displaystyle n.}

### Twierdzenie 2
Jeśli {\displaystyle n\geqslant 3} jest nieparzystą liczbą złożoną, to w zbiorze {\displaystyle \mathbb {Z} _{n}^{\star }} jest co najwyżej {\displaystyle (n-1)/4} liczb niebędących świadkami jej złożoności.

## Przykład
Należy określić, czy liczba {\displaystyle n=221} jest pierwsza.
Zapisując {\displaystyle n-1=220} w postaci {\displaystyle 2^{2}\cdot 55,} otrzymuje się {\displaystyle s=2} oraz {\displaystyle d=55.} Następnie trzeba wybrać losowo liczbę {\displaystyle a<n.} Jeśli wylosowaną liczbą jest {\displaystyle a=174,} wtedy dla {\displaystyle r} ze zbioru {\displaystyle \{0,1\}{:}}
- {\displaystyle a^{2{^{0}}\cdot d}{\bmod {n}}=174^{55}{\bmod {2}}21=47\neq 1,} i {\displaystyle \neq n-1,} więc nierównoważne {\displaystyle -1{\bmod {n}}.}
- {\displaystyle a^{2{^{1}}\cdot d}{\bmod {n}}=174^{110}{\bmod {2}}21=220=n-1.}

Ponieważ {\displaystyle 220\equiv -1{\bmod {n}},} to albo liczba 221 jest pierwsza, albo 174 jest fałszywym świadkiem dla 221. W tym przypadku następuje losowanie kolejnej wartość {\displaystyle a,} tym razem {\displaystyle a=137{:}}
- {\displaystyle a^{2{^{0}}\cdot d}{\bmod {n}}=137^{55}{\bmod {2}}21=188\neq 1} i {\displaystyle \neq n-1,} więc nierównoważne {\displaystyle -1{\bmod {n}}.}
- {\displaystyle a^{2{^{1}}\cdot d}{\bmod {n}}=137^{110}{\bmod {2}}21=205\neq n-1.}

A zatem 137 jest świadkiem złożoności 221, a 174 jest faktycznie fałszywym świadkiem. W tym przypadku test pozwala także dokonać rozkładu liczby:
NWD(137−1, 221) = 17
221 / 17 = 13
zatem 221 = 17 · 13

## Dokładność testu i wersje deterministyczne
Można pokazać, że dla dowolnej złożonej nieparzystej liczby naturalnej {\displaystyle n} co najmniej 3/4 możliwych wartości {\displaystyle a} jest dobrymi świadkami złożoności tej liczby. Jeśli zatem przeprowadzamy {\displaystyle k} losowych prób, prawdopodobieństwo, że określimy liczbę złożoną jako pierwszą wynosi co najwyżej {\displaystyle 4^{-k}.}
Istnieją deterministyczne wersje tego testu, jednak w ogólności są one znacznie wolniejsze i głównie dlatego nie mają zastosowania praktycznego. Dla małych {\displaystyle n} udowodniono, że można test przeprowadzić znacznie szybciej:
- jeśli {\displaystyle n<4\ 759\ 123\ 141,} wystarczy sprawdzić {\displaystyle a=2,7\ \mathrm {i} \ 61;}
- jeśli {\displaystyle n<341\ 550\ 071\ 728\ 321,} wystarczy sprawdzić {\displaystyle a=2,3,5,7,11,13\ \mathrm {i} \ 17.}

(inne tego typu kryteria opisano np. w The Prime Pages i SPRP bases)
Daje to bardzo szybki deterministyczny test pierwszości dla liczb z tego zakresu, bez żadnych dodatkowych założeń. Udowodniono jednak, że żaden skończony zbiór {\displaystyle a} nie wystarcza do testowania wszystkich liczb złożonych.